# 크루티 전투
틀:Campaignbox Ukrainian-Soviet War
크루티 전투(우크라이나어: Бій під Крутами 비이 피드 크루타미[*])는 1918년 1월 29일 또는 30일에 우크라이나 키이우 북동쪽 약 130 킬로미터 (81 mi) 떨어진 체르니히우주 니진 라욘 팜야트네 마을 (당시에는 체르니히우 주의 니진 포비트의 일부) 근처 크루티 기차역에서 일어났다.

## 전투 서열
우크라이나군 (D. 노센코)
- 제1 학생 중대[a] (시치 소총수 지원 쿠린) — 페트로 오멜첸코[4] (치명상) (116명)은 4개 소대로 나뉘었다.
- 제1 우크라이나 보흐단 흐멜니츠키 군사학교 사관생도대[b] — 아베르키이 혼차렌코 (~200명)
- 흘루히우 자유 코자크 (80명)
  - 기병대
- 임시 무장 열차 (평탄차에 포병 대포로 구성) — S. 로셴코
- 장갑열차 — M. 야르체프 (부상), 니진으로 철수

러시아군 (미하일 무라비요프)
- 제1 혁명군 (코미사르 파벨 예고로프) — 1,500명
  - 렘뇨프의 발트해 수병
  - 제1 페트로그라드 붉은 경비대
    - 제1 대대 — 리파노프 (부상)
    - 제2 대대 — 보로비요프

  - 제1 모스크바 붉은 경비대 — 예. 라피두스
  - 장갑열차 제2호
- 제2 혁명군 (코미사르 레인골드 베르진)
  - 제436 노보-라도가 연대
  - 제534 노보-키이우 연대
  - 발트해 수병 분리대
  - 레닌 장갑열차

## 전투
미하일 무라비요프가 지휘하는 약 4,000명의 볼셰비키군이 키이우로 진격하자, F. 팀첸코 대위가 처음 지휘하던 바흐마치 수비대의 작은 우크라이나 부대 400명 (그 중 약 300명은 학생)은 바흐마치에서 니진으로 향하는 중간의 작은 철도역인 크루티로 후퇴했다. 이 작은 부대는 주로 시치 소총수 학생 대대(쿠린), 흐멜니츠키 사관생도 학교의 부대, 그리고 자유 코자크 중대로 구성되었다.
공격 직전 팀첸코는 D. 노센코로 교체되었다. 팀첸코는 현지에 주둔하던 셰브첸코 연대(800명)를 우크라이나 편으로 끌어들이기 위해 니진으로 떠났다. 1918년 1월 30일, 셰브첸코 연대가 소비에트 정권 편에 서면서 크루티의 우크라이나 수비대는 서둘러 철수할 수밖에 없었다. 5시간 동안 지속된 전투에서 400명 중 절반 이상이 사망했다. 소비에트 역사학에서는 이 전투를 1918년 1월 29일로 잘못 기록했으며 플리스키 (역)에서의 충돌과 혼동되었다.
크루티 수비대를 지원하기 위해 서둘러 오던 시몬 페틀류라의 하이다마카 키시(300명)는 다르니차 철도 노동자들의 사보타주로 지연되어 근처 보브리크 역에서 멈췄다. 그들은 결국 같은 날 발생한 볼셰비키 아르세날 봉기로 인해 키이우로 돌아갔다.
1918년 3월 중앙 라다가 수도로 돌아온 후, 학생들 중 18명은 키이우 중심부의 아스콜트 무덤에 재안장되었다. 장례식에서 당시 우크라이나 인민공화국의 대통령이던 미하일로 흐루셰우스키는 전투에 참전한 400명의 학생 모두를 영웅이라고 칭했다. 시인 파블로 티치나는 학생들의 영웅적인 죽음에 대해 "30인에게 바치는 추모"를 썼다.
우크라이나 인민 공화국이 붕괴된 후, 학생들의 시신은 키이우의 루키야니우스케 묘지로 옮겨졌다.

## 우크라이나 유산
이 전투의 진실은 소비에트 정부에 의해 숨겨졌다. 최근에야 크루티 전투 80주년을 기념하기 위해 아스콜트 무덤에 기념비가 세워졌고, 기념 흐리우냐 동전이 발행되었다. 2006년에는 역사적인 전투 장소에 크루티 영웅 기념비가 세워졌다. 이 전투는 매년 1월 29일 또는 그 무렵에 기념된다.
우크라이나 청년들은 러시아 니콜라이 무라비요프 중장의 볼셰비키군이 키이우로 진격하는 것을 막기 위해 목숨을 바쳤습니다.— 전 대통령 빅토르 유셴코가 전투 91주년에 학생들을 묘사하며

젊은이들은 스파르타 병사들처럼 외세 침략자들과의 싸움에서 조국을 위해 죽었습니다. 그것은 그들의 희생과 조국에 대한 이타적인 사랑의 모범이었습니다.

크루티 영웅들의 기념일은 우리 조국보다 자신들의 생명을 더 사랑했던 사람들을 기리는 날일 뿐만 아니라, 현대 정치인들에게 조국과 국민의 운명에 대한 그들의 책임을 다시금 상기시키는 날이기도 합니다.— 전 총리 율리야 티모셴코가 전투를 묘사하며

크루티 근처에서 키이우 사관생도와 학생들은 우크라이나 정치 국가의 선구자가 되었습니다. 그들은 다른 민족적 뿌리를 가졌음에도 불구하고, 우리 우크라이나 국가를 위해 하나 되어 싸웠습니다. 우크라이나 인민 공화국의 건국이 우크라이나 국가의 기반이 되었듯이, 크루티 전사들의 영웅주의는 지난 20세기 우크라이나인들의 자유를 위한 해방 투쟁의 시작이자 상징이 되었습니다.
— 전 대통령 빅토르 유셴코가 전투 91주년에

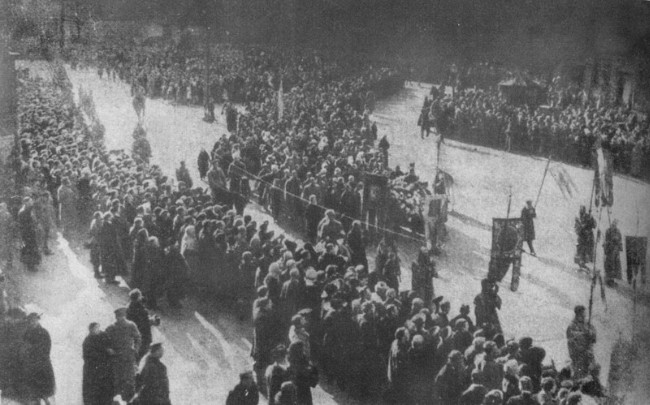
크루티 전투에서 사망한 학생들의 장례식 (1918년 5월)

2022년 3월 1일, 우크라이나군은 2022년 러시아의 우크라이나 침공 당시 러시아군의 공격으로부터 크루티 주변 지역을 성공적으로 방어했으며, 러시아군은 약 200명의 병력을 잃었다. 전투에 앞서 러시아 군인들은 크루티 영웅 기념비 근처에서 사진을 찍고 기념비에 총격을 가했다.

### 주요 인물
- 레오니드 부트케비치, 6학년이었던 최연소 군인
- 야키우 랴보킨-로호자-로자노프
- 볼로디미르 슐힌, 우크라이나 정치인 올렉산데르 슐힌의 형제
- 이바노 흐루셰츠키, 후에 정교회 사제가 되어 1940년 8월 소비에트 감옥에서 사망
- 미트로판 슈비둔, 후에 "슈터"와 "자유 우크라이나" 장갑열차에서 계속 싸웠고 1941년 OUN (우크라이나 민족주의자 조직) 루츠크 대대를 조직했다.[4]
- 미하일로 미하일릭, 후에 전투에 대한 상세한 회고록을 썼다.
- 크루티의 수많은 전직 학생들은 전설적인 흑 자포리자 기병 연대 장교단의 기반이 되었다.
- 미콜라 크리보푸스크와 흐나트 마르티뉴크는 1920-1921년에 시몬 페틀류라의 개인 경호원으로 일했으며, 마르티뉴크는 사제가 된 후 1943년 볼린에서 알 수 없는 상황으로 사망했다.
- 세르히 자흐발스키, 결국 폴란드군 장교가 되었지만, 1920년에 잘리즈냐크 기병 연대 기병대 중 하나를 이끌면서 붉은 군대의 중대 전체를 포로로 잡은 것으로 유명했다.
- 아베르키이 혼차렌코, 1943년에 SS 갈리치아의 조직자 중 한 명이 되었고[4] 1945년에 사령관으로 임명되었다.
- 페트로 프란추크, SS 갈리치아의 일원 중 한 명
- 유리 보로노이, 우크라이나 수학자 게오르기 보로노이의 아들로 1933년 최초의 인간 신장 이식을 수행했다.[12]

### 30인에게 바치는 추모
아스콜트 묘지에

그들은 묻혔네,

30명의 순교자-우크라이나인들,

영광스러운 젊은이들...

아스콜트 묘지에

우크라이나의 꽃! —

피 묻은 길을 따라

우리가 세상으로 나아갈 길.

누가 감히 일어나려 했는가

배신자의 손?

해는 피어나고, 바람은 불고

그리고 드니프로강은...

누구를 향해 카인이 죄를 지었는가?

오, 주여, 그들을 벌하소서!

그들이 사랑했던 모든 것 위에

그것은 그들의 사랑하는 땅이었네.

그들은 새 언약에서 죽었네

성도들의 영광과 함께.

아스콜트 묘지에

그들은 묻혔네.— 파블로 티치나, 1918 (자유 번역)

## 갤러리

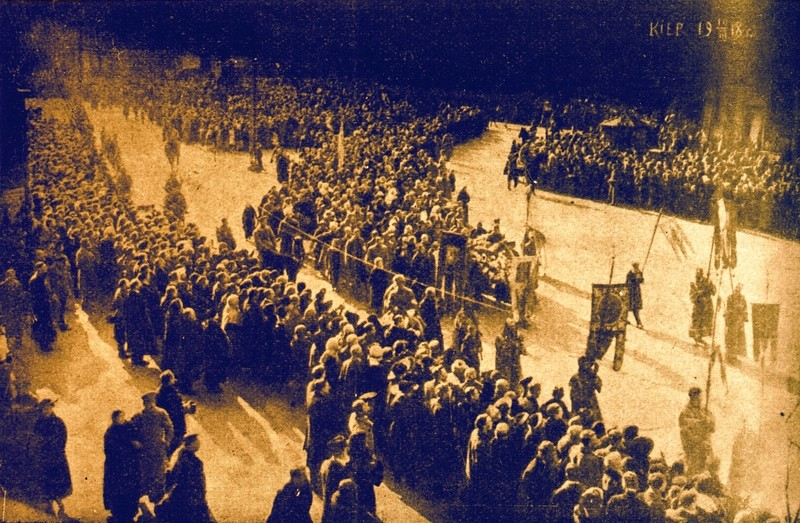
학생 전사자들의 매장 사진으로 잘못 알려진 1918년 사진
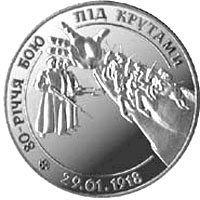
크루티 전투를 기념하는 흐리우냐 동전
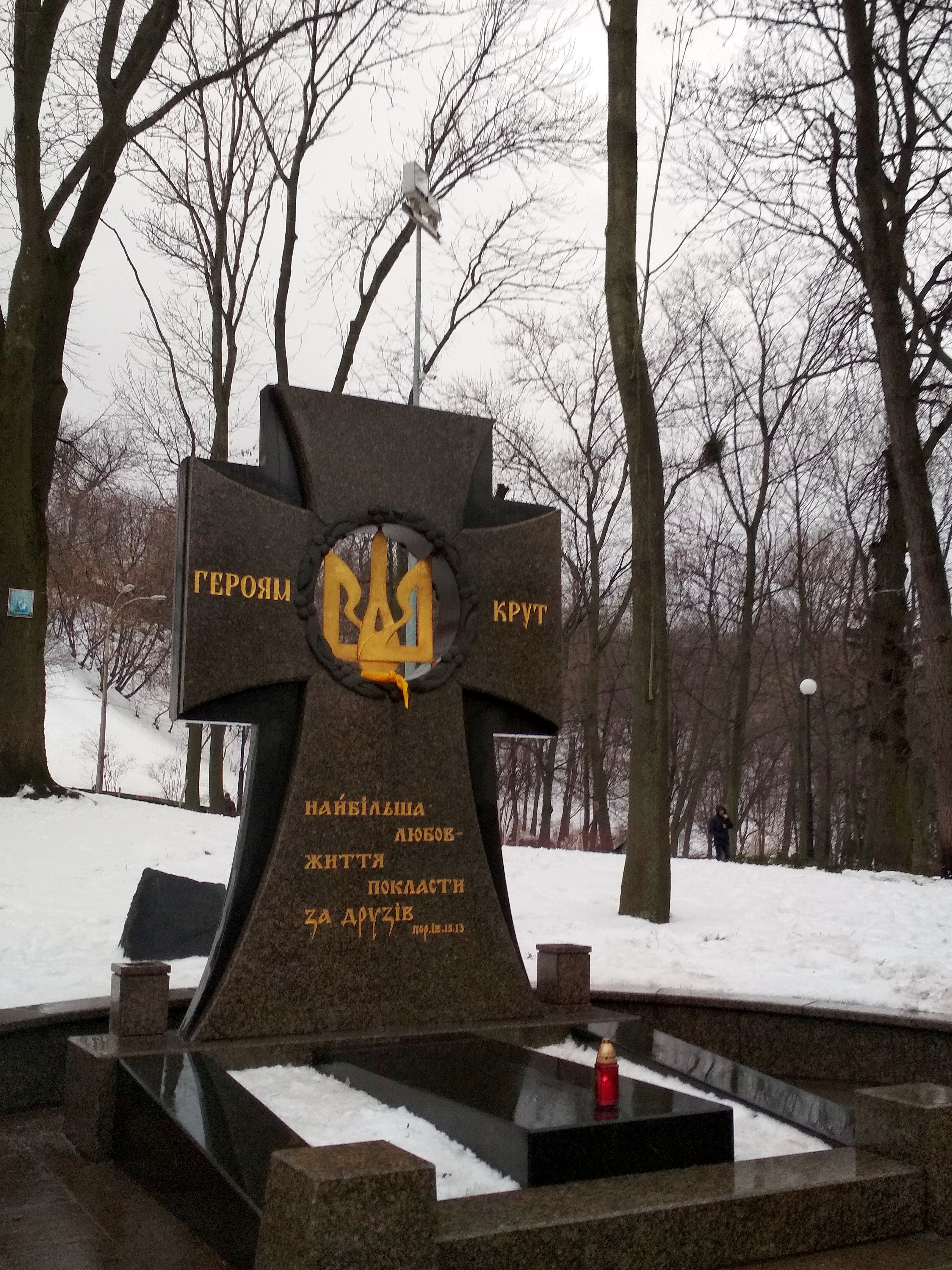
아스콜트 무덤에 있는 크루티 기념비

## 같이 보기
- 크루티 영웅 기념비
- 키이우 아르세날 1월 봉기
- Group of forces in fight with counter revolution in the South Russia

## 내용주
1. ↑  학생 중대는 키이우 대학교, 우크라이나 인민 대학교, 제2 키이우 성 키릴 및 메토디우스 김나지움의 학생들로 구성되었다.
2. ↑  구 제1 키이우 콘스탄티노프스코예 군사학교